# Vis Radio, primo amore
Vis Radio, primo amore è un album di Enzo di Domenico, pubblicato nel 1985.

## Tracce
Lato A
1. 'E vecchiarelle
2. Senza il tuo amore
3. So' nu pentito
4. E ti aspettava lui
5. Sole rosso

Lato B
1. Vieni a casa mia
2. E ti amo
3. Lello Kawasaki
4. In un freddo metrò
5. Te perdo